# Брахиморфия
Брахиморфия (др.-греч. βραχύς — «короткий» + μορφή — «форма») — антропометрический показатель, характеризующийся большим, широким туловищем и короткими конечностями. Расширенные пропорции тела (относительно большие поперечные размеры и обхваты тела по сравнению с продольными) чаще встречаются у людей среднего и невысокого роста